# Egira
Egira är ett släkte av fjärilar. Egira ingår i familjen nattflyn.

## Dottertaxa tillEgira, i alfabetisk ordning[1]
- Egira acronyctoides
- Egira alternatus
- Egira amamiensis
- Egira ambigua
- Egira anatolica
- Egira argus
- Egira baueri
- Egira bella
- Egira californica
- Egira candida
- Egira cognata
- Egira confusa
- Egira conspicillaris
- Egira crucialis
- Egira curialis
- Egira dolosa
- Egira februalis
- Egira grisea
- Egira hiemalis
- Egira indurata
- Egira intermedia
- Egira leucomelas
- Egira medio-linea
- Egira melaleuca
- Egira metaxys
- Egira minorata
- Egira musicalis
- Egira mustelina
- Egira nicalis
- Egira pallidior
- Egira peritalis
- Egira perlumbens
- Egira peruviana
- Egira pulchella
- Egira rubrica
- Egira rubricoides
- Egira saxea
- Egira simplex
- Egira subapicalis
- Egira tabulata
- Egira tantiva
- Egira vanduzeei
- Egira variabilis
- Egira volandi